# Gregorio García Antonio
Gregorio García Antonio (Sinlabajos, 24 de desembre de 1915 - Sinlabajos, 9 de gener de 2008) va ser un polític, ferrer i agricultor espanyol, militant del Partit Socialista Obrer Espanyol (PSOE), que va exercir els càrrecs d'alcalde de Sinlabajos, procurador a les Corts de Castella i Lleó i diputat provincial d'Àvila.
Conegut com a «Goyo», era aficionat a tocar el llaüt. Herrero i agricultor, impulsor de la UPA a la comarca de la Moraña, en 1979 es va convertir en alcalde de la seva localitat natal després de les eleccions municipals democràtiques del 3 d'abril, sent tornat a investir alcalde de forma successiva fins a 2007.
Escollit procurador de la I legislatura de les Corts de Castella i Lleó per la circumscripció electoral d'Àvila en les eleccions de 1983 dins de la candidatura del PSOE (en la qual va ser com a nombre 2), va exercir el càrrec des de 1983 fins a 1987.
President honorari del PSOE a la província d'Àvila des de l'any 2000, va morir en la seva localitat natal el 9 de gener de 2008, durant el transcurs d'un acte públic. Era, en aquest moment, amb 92 anys, l'alcalde més longeu d'Espanya.

## Distincions
- Medalla d'Or al Mèrit en el Treball (2008; a títol pòstum)[4][11][12]